# Geoforum
Geoforum är en svensk nationell branschorganisation inom området geodata och geografisk IT/GIS.
Geoforum verkar för ökad och breddad användning av geografisk information och geografisk IT – för ett effektivt och hållbart samhälle!  
Medlemmar i föreningen är statliga myndigheter, kommuner, landsting, företag, högskolor/universitet och andra organisationer som arbetar med geodata och geografisk informationsteknik. 
Geoforum omvärldsbevakar, skapar mötesplatser och bedriver påverkansarbete inom geodataområdet.
Geoforum samverkar med de regionala SamGIS-föreningarna i arbetet med kunskapsspridning inom området.
Namnet var tidigare Utvecklingsrådet för landskapsinformation.